# Am80286
Am80286 (Am286) は、インテルのライセンス供与を受けてアドバンスト・マイクロ・デバイセズ (AMD) が製造した80286マイクロプロセッサ。

## 概要
AMDはインテルのセカンドソースメーカーとしてx86プロセッサを製造し始めた。 IBMは、まだインテルを安定した供給ができる会社だと見ておらず、IBM PCのプロセッサとして80x86を採用するためには、ほかの会社にも同一の製品を製造させることを求めた。当時、x86は今のように圧倒的ではなかったため、インテルはIBM PC契約を保持するために、別の会社にセカンドソース品を製造させなければならなかった。この契約の結果、インテルはAMDなどにセカンドソース品の製造を委託した。その結果としてAm80286が誕生した。
Am80286は80286と内部構造もすべて同じで、インテルにより設計されたものであった。したがって、互換性はもちろんバグさえも80286と同一である。マイクロコードもインテルのものに基づいている。
80286にはなかった、Am80286についての特記事項としては、インテルの80286のラインナップにはなかった高クロック (16MHz, 20MHz) のラインナップの製造販売が挙げられる。EPSON PCシリーズのPC-286の高クロックモデルはこの高速版Am80286を採用した。
インテルは次の80386以降セカンドソースを認めなくなった。AMDはx86プロセッサビジネスに残るため、80386互換プロセッサのAm386を開発した。